# Pterostichus longissimus
Pterostichus longissimus är en skalbaggsart som beskrevs av Bates. Pterostichus longissimus ingår i släktet Pterostichus och familjen jordlöpare. Inga underarter finns listade i Catalogue of Life.